# Turan (město)
Turan (rusky Туран) je město v Tuvinské republice, Rusko, 70 km severozápadně od hlavního města Tuvinské republiky Kyzylu. Při sčítání roku 2010 měl Turan 4 988 obyvatel (v roce 2002 5 598 ob.).
Město bylo založeno roku 1885 ruskými osadníky ze Sibiře.